# Gunnar Hjerne
Karl Gunnar Hjerne, född 14 december 1912 i Brännkyrka församling, Stockholm, död 29 november 1998 i Hägersten, Stockholm var en svensk folkpartistisk politiker. Hjerne blev det första finanslandstingsrådet i Stockholms läns landsting när storlandstinget bildades 1971. Han var finanslandstingsråd 1971-1973 och sedan sjukvårdslandstingsråd 1974-1978. Han var även kommunalpolitiskt verksam i Stockholms stad, där han var kommunfullmäktigeledamot mellan 1950 och 1974 och ledamot av kommunstyrelsen mellan 1962 och 1973. År 1980 blev han medicine hedersdoktor vid Karolinska institutet. Åren 1970-78 var Hjerne även ordförande i Svenska Missionsförbundet.